# MBC 뉴스 (라디오 프로그램)
MBC 뉴스는 MBC 표준FM에서 방송되는 라디오 뉴스 프로그램이다.

## 방송 시간
- 매일 새벽 1시, 2시, 3시, 4시, 아침 5시, 7시, 8시, 오전 9시, 10시, 11시, 오후 1시, 2시, 3시, 4시, 5시, 저녁 6시, 밤 8시, 9시, 10시, 11시, 12시
- 주말 저녁 7시
- 일요일 아침 6시

## 앵커
- 고강용, 이휘준, 김정현, 정영한, 김민호, 김준상, 김나진, 서인, 엄주원, 오승훈, 김상호, 전종환, 김범도 아나운서(남)
- 강다은, 박지민, 안주희, 김수지, 이선영, 정다희, 정슬기, 박소영, 이영은, 박연경, 임현주, 차예린, 이진, 강다솜, 이재은, 김초롱, 구은영, 양승은, 이정민, 차미연, 류수민, 김미정 아나운서(여)

## 지역권뉴스

### 오전 9시
| 방송국  | 프로그램 타이틀               | 진행자                    |
| ------- | ----------------------------- | ------------------------- |
| 광주MBC | MBC 9시 뉴스 광주·전남 (평일) | 연빛나 or 이승철 (무작위) |
| 부산MBC | MBC 9시 뉴스 부산 (평일)      | 강민경                    |
| 대구MBC | MBC 9시 뉴스 대구·경북 (평일) | 이동훈 or 이유진 (무작위) |
| 포항MBC | MBC 9시 뉴스 포항 (평일)      | 황이서                    |

### 오후 3시
| 방송국      | 프로그램 타이틀                    | 진행자 |
| ----------- | ---------------------------------- | ------ |
| 춘천MBC     | MBC 3시 뉴스 강원 (평일)           | 정우성 |
| 원주MBC     | MBC 3시 뉴스 원주 (평일)           | 변정연 |
| MBC강원영동 | MBC 3시 뉴스 강원 (평일)           | 성스리 |
| 목포MBC     | MBC 3시 뉴스 목포·전남 (평일)      | 최다훈 |
| 여수MBC     | MBC 3시 뉴스 전남동부권 (평일)     | 송유라 |
| MBC충북     | MBC 3시 뉴스 충북 (평일)           | 김희수 |
| 대구MBC     | MBC 3시 뉴스 대구·경북 (평일)      | 이동훈 |
| 안동MBC     | MBC 3시 뉴스 경북 (평일)           | 허환구 |
| 포항MBC     | MBC 3시 뉴스 포항 (평일)           | 신윤아 |
| 제주MBC     | MBC 3시 뉴스 제주 (평일)           | 장인정 |
| 울산MBC     | MBC 3시 뉴스 울산 (평일)           | 김연경 |
| 부산MBC     | MBC 3시 뉴스 부산                  | 정경진 |
| MBC경남     | MBC 3시 뉴스 경남 (평일)           | 남두용 |
| 대전MBC     | MBC 3시 뉴스 대전·세종·충남 (평일) | 한주희 |

### 오후 5시
| 방송국  | 프로그램 타이틀             | 진행자                        |
| ------- | --------------------------- | ----------------------------- |
| 춘천MBC | MBC 5시 뉴스 강원           | 박지은                        |
| 원주MBC | MBC 5시 뉴스 원주           | 박지현                        |
| 전주MBC | MBC 5시 뉴스 전북권뉴스     | 이충훈                        |
| 목포MBC | MBC 5시 뉴스 목포·전남      | 임사랑 (평일) 무작위 (일요일) |
| 여수MBC | MBC 5시 뉴스 전남동부권     | 송유라                        |
| 안동MBC | MBC 5시 뉴스 경북           | 송나영                        |
| 포항MBC | MBC 5시 뉴스 포항           | 전세용                        |
| 제주MBC | MBC 5시 뉴스 제주           | 정유진                        |
| 부산MBC | MBC 5시 뉴스 부산           | 유기경 (평일) 무작위 (주말)   |
| 대전MBC | MBC 5시 뉴스 대전·세종·충남 | 남유식                        |

### 저녁 6시
| 방송국  | 프로그램 타이틀                  | 진행자                      |
| ------- | -------------------------------- | --------------------------- |
| 광주MBC | MBC 6시 뉴스 광주·전남 (평일)    | 노소정                      |
| 대구MBC | MBC 6시 뉴스 대구·경북 (매일)    | 김혜숙 (평일) 무작위 (주말) |
| MBC경남 | MBC 6시 뉴스 경남 (평일, 일요일) | 무작위                      |
| 부산MBC | MBC 6시 뉴스 부산 (평일)         | 무작위                      |

### 밤 9시
| 방송국  | 프로그램 타이틀        | 진행자                      |
| ------- | ---------------------- | --------------------------- |
| 부산MBC | MBC 9시 뉴스 부산      | 서정모 (평일) 무작위 (주말) |
| 대구MBC | MBC 9시 뉴스 대구·경북 | 오서윤 (평일) 무작위 (주말) |

### 밤 10시
| 방송국  | 프로그램 타이틀           | 진행자        |
| ------- | ------------------------- | ------------- |
| 안동MBC | MBC 10시 뉴스 경북 (평일) | 허환구 (평일) |

## 같이 보기
- 문화방송의 뉴스 프로그램

| MBC 표준FM 오전 프로그램 | | |
| 이전 | MBC 7시 뉴스 MBC 9시 뉴스 MBC 10시 뉴스 MBC 11시 뉴스                                               | 다음 |
| 아침 & 뉴스 류수민입니다 이진우의 손에 잡히는 경제                                                                                      | MBC 7시 뉴스 MBC 9시 뉴스 MBC 10시 뉴스 MBC 11시 뉴스                                               | 김종배의 시선집중 여성시대 양희은, 김일중입니다 정희원의 라디오 쉼표 정치인싸(주말)                               |
| 아침 6시 15분 ~ 아침 7시 아침 8시 30분 ~ 오전 9시 낮 12시 20분 ~ 오후 1시 (평일) 낮 12시 10분 ~ 오후 1시(주말) 저녁 7시 10분 ~ 저녁 8시 | 아침 7시 ~ 아침 7시 5분 오전 9시 ~ 오전 9시 5분 오전 10시 ~ 오전 10시 5분 오전 11시 ~ 오전 11시 5분 | 아침 7시 5분 ~ 아침 8시 30분 주말 아침 7시 5분 ~ 아침 8시 오전 9시 5분 ~ 오전 11시 오전 11시 5분 ~ 오전 11시 53분 |
| | | |

| MBC 표준FM 오후 프로그램                                     | |                                                                                            |
| 이전                                                         | MBC 13시 뉴스 MBC 14시 뉴스 MBC 15시 뉴스 MBC 16시 뉴스 MBC 17시 뉴스                                                   | 다음                                                                                       |
| 손태진의 트로트 라디오 1, 2부                                | MBC 13시 뉴스 MBC 14시 뉴스 MBC 15시 뉴스 MBC 16시 뉴스 MBC 17시 뉴스                                                   | 손태진의 트로트 라디오 3, 4부 박준형, 박영진의 2시만세 정선희, 문천식의 지금은 라디오 시대 |
| 낮 12시 20분 ~ 오후 1시 (평일) 낮 12시 10분 ~ 오후 1시(주말) | 오후 1시 ~ 오후 1시 5분 오후 2시 ~ 오후 2시 5분 오후 3시 ~ 오후 3시 5분 오후 4시 ~ 오후 4시 5분 저녁 5시 ~ 저녁 5시 5분 | 오후 1시 5분 ~ 오후 2시 오후 2시 5분 ~ 오후 4시 오후 4시 5분 ~ 저녁 6시                    |
|                                                              | |                                                                                            |

| MBC 표준FM 평일 프로그램                                        | | |
| 이전                                                            | MBC 18시 뉴스 MBC 20시 뉴스 MBC 21시 뉴스 MBC 22시 뉴스 MBC 23시 뉴스                                           | 다음 |
| 정선희, 문천식의 지금은 라디오 시대 권순표의 뉴스 하이킥 3, 4부 | MBC 18시 뉴스 MBC 20시 뉴스 MBC 21시 뉴스 MBC 22시 뉴스 MBC 23시 뉴스                                           | 권순표의 뉴스 하이킥 1, 2부 박정호의 손에 잡히는 경제 플러스 이재은의 아이러브 스포츠 김현철의 디스크쇼 |
| 오후 4시 5분 ~ 저녁 6시 저녁 7시 10분 ~ 저녁 8시                | 저녁 6시 ~ 저녁 6시 5분 저녁 8시 ~ 저녁 8시 5분 밤 9시 ~ 밤 9시 5분 밤 10시 ~ 밤 10시 5분 밤 11시 ~ 밤 11시 5분 | 저녁 6시 5분 ~ 저녁 7시 저녁 8시 5분 ~ 밤 10시 밤 10시 5분 ~ 밤 12시                                    |
|                                                                 | | |

| MBC 표준FM 주말 프로그램                             |                                                                          | |
| 이전                                                 | MBC 6시 뉴스 MBC 8시 뉴스 MBC 19시 뉴스                                  | 다음 |
| 하루의 시작 정다희입니다 김치형의 뉴스 하이킥 1, 2부 | MBC 6시 뉴스 MBC 8시 뉴스 MBC 19시 뉴스                                  | 노중훈의 여행의 맛(토) 라디오 북클럽 김소영입니다(일) 권용주, 김나진의 차카차카 김치형의 뉴스 하이킥 3, 4부 |
| 아침 5시 ~ 아침 6시 저녁 6시 5분 ~ 저녁 7시          | 아침 6시 ~ 아침 6시 5분 아침 8시 ~ 아침 8시 5분 저녁 7시 ~ 저녁 7시 10분 | 아침 6시 5분 ~ 아침 7시 아침 8시 5분 ~ 오전 9시 저녁 7시 ~ 저녁 7시 10분                                    |
|                                                      |                                                                          | |